# Lee Ranaldo

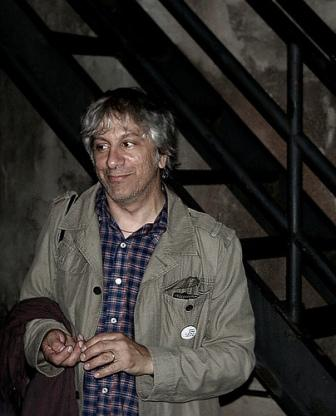
Lee Ranaldo

Lee Ranaldo (n. 3 februarie 1956) este un cântăreț, chitarist și compozitor în formația de muzică rock Sonic Youth, originară din New York City.

## Bibliografie

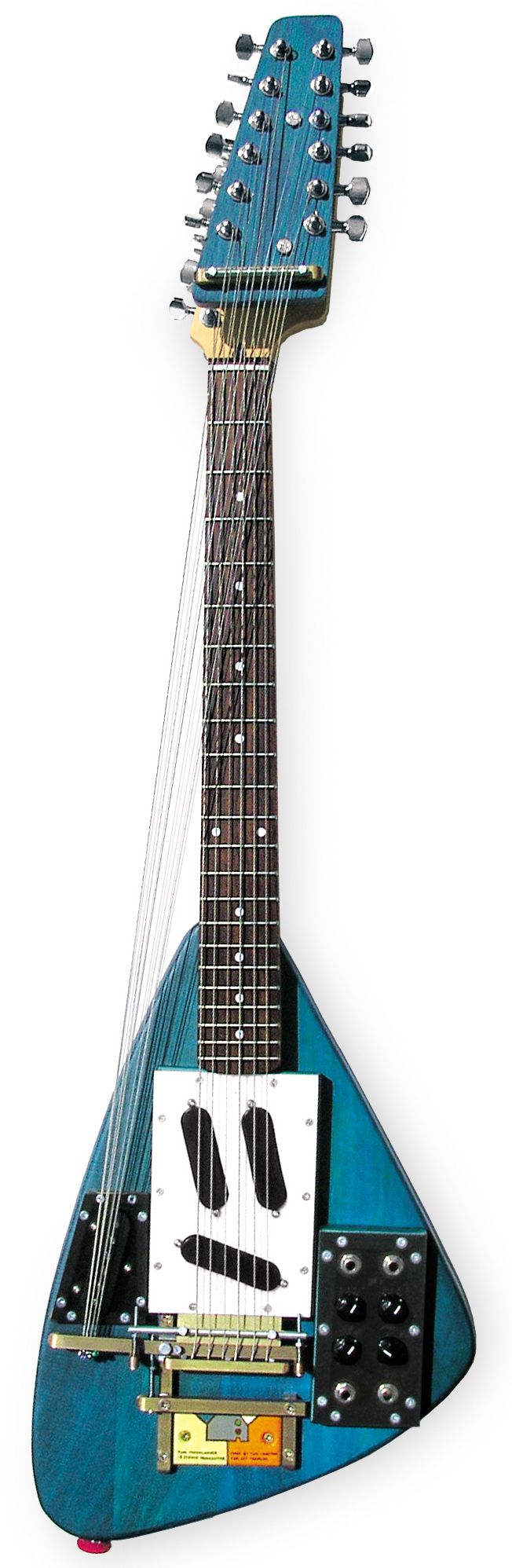
Lee Ranaldo Moonlander, Yuri Landman, 2007

## Discografie
- From Here to Infinity (1987)
- A Perfect Day EP (1992)
- Scriptures of the Golden Eternity (1993)
- Broken Circle / Spiral Hill EP (1994)
- East Jesus (1995)
- Clouds (1997)
- Dirty Windows (1999)
- Amarillo Ramp (For Robert Smithson) (2000)
- Outside My Window The City Is Never Silent - A Bestiary (2002)
- Text Of Light (2004)
- Maelstrom From Drift (2008)
- Countless Centuries Fled Into The Distance Like So Many Storms EP (2008)

& Lydia Lunch
- No Excuse b/w A Short History of Decay (7" / Figurehead, 1997)